# Artisanat du Cambodge
 (juin 2014).
Si vous disposez d'ouvrages ou d'articles de référence ou si vous connaissez des sites web de qualité traitant du thème abordé ici, merci de compléter l'article en donnant les références utiles à sa vérifiabilité et en les liant à la section « Notes et références ».

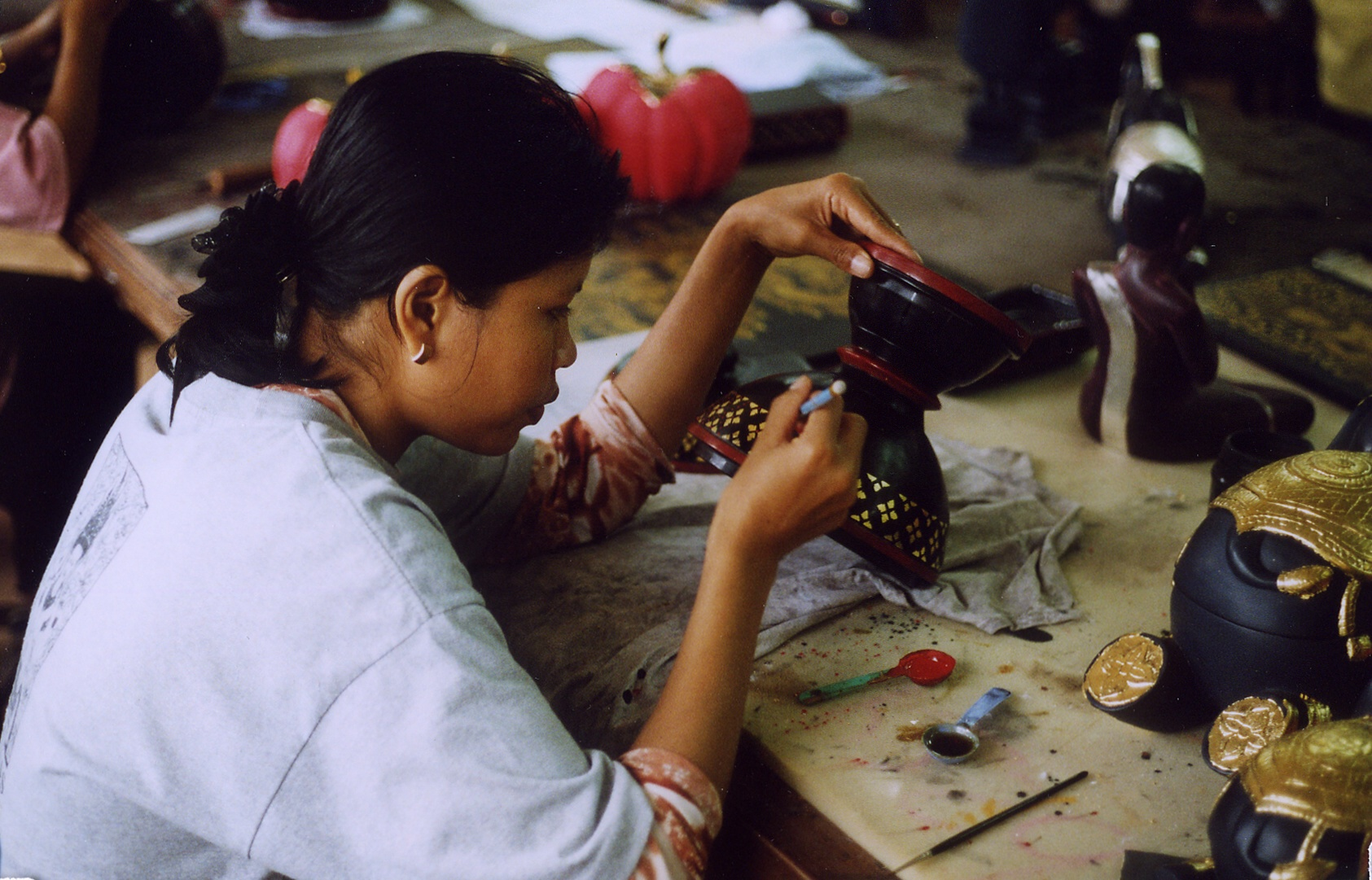
Travail de la laque.

L'artisanat au Cambodge est surtout de type familial. Il assure un complément de revenu au travail dans les rizières. Pendant les années troubles de son histoire, l'artisanat ait connu une pause, et il n'a pu reprendre que grâce à la mémoire des Cambodgiens aidés parfois par des organisations internationales.

## Les spécialités artisanales
De nombreuses spécialités d'artisanat sont présentes dans la Province de Siem Reap, notamment en raison de la présence depuis 1992 des Chantiers Écoles de Formation Professionnelle, dont sont issus les Artisans d'Angkor. Ceux-ci ont attiré de nombreux artisans ou compagnons formateurs de renom venus de l'étranger (Eric Stocker pour la lacque, Eric Raisina en couture, Piseth Ly pour le travail de l'argent) et formé des générations d'artisans cambodgiens indépendants.
Le tissage de la soie et du coton - Takeo et Kompong Cham
La poterie - Kompong Chhnang et ses environs
L'argenterie - le village de Tul Mau au nord de Phnom Penh
Le travail du cuir - les villes de Sisophon, Siem Reap et Phnom Penh dispose d'un théâtre d'ombres qui perpétue la tradition de fabriquer des marionnettes en cuir de vache ou de buffle.
La sculpture sur pierre - Kompong Thom
La sculpture sur marbre - Pursat
La peinture sur verre - Siem Reap
Les produits dérivés du Thnôt, le palmier à sucre - On trouve des Thnôt partout au Cambodge. Cet arbre joue un rôle très important dans le monde rural. Il sert aussi bien à l'élaboration de produits médicinaux traditionnels que de produits alimentaires courants: sucre, jus et vin de palme. Mais il est également utilisé pour fabriquer des objets de la vie quotidienne jusqu'aux habitations...